# Stopp (kortspel)
Stopp är ett kortspel som går ut på att så fort som möjligt bli av med de kort man har på handen. 
Spelarna får i given sex kort var. Efter att förhand har spelat ut valfritt kort, ska spelarna i tur och ordning lägga på ett kort i samma färg men med högre valör än det föregående. Den som inte kan göra detta säger ”stopp” och blir överhoppad. När ingen kan lägga ett högre kort än det senast lagda, får den som lade detta kort starta på nytt med ett valfritt kort från handen. Spelet slutar när någon lagt sitt sista kort och ingen av de andra kan sticka över detta, det vill säga lägga ett högre kort. Spelarna betalar marker, eller pengar, till potten i proportion till hur många kort som finns kvar på handen. 
Spelet stopp har fått ge namn åt en hel grupp med kortspel, stoppspelen, som alla har det gemensamt att det gäller att på något sätt bli av med de kort man fått i given eller varit tvungen att under spelets gång ta upp på handen. 